# Campeonato Mundial de Ciclismo en Pista de 1911
El XIX Campeonato Mundial de Ciclismo en Pista se celebró en Roma (Italia) en el año 1911 bajo la organización de la Unión Ciclista Internacional (UCI) y la Federación Italiana de Ciclismo.
Las competiciones se realizaron en el Motovelódromo Appio de la capital italiana. En total se disputaron 4 pruebas, 2 para ciclistas profesionales y 2 para ciclistas aficionados o amateur.

## Medallistas

### Profesional
| Evento      | Oro                          | Plata                  | Bronce                     |
| ----------- | ---------------------------- | ---------------------- | -------------------------- |
| Velocidad   | Thorvald Ellegaard Dinamarca | Léon Hourlier Francia  | Julien Pouchois Francia    |
| Medio fondo | Georges Parent Francia       | Louis Darragon Francia | James Moran Estados Unidos |

### Amateur
| Evento      | Oro                          | Plata                             | Bronce                    |
| ----------- | ---------------------------- | --------------------------------- | ------------------------- |
| Velocidad   | William Bailey Reino Unido   | Angelo Feroci Italia              | Guido Gasparinetti Italia |
| Medio fondo | Leonard Meredith Reino Unido | Bertus Mulckhuijze · Países Bajos | Pietro Lori Italia        |

## Medallero
| Núm. | País           | Oro | Plata | Bronce | Total |
| ---- | -------------- | --- | ----- | ------ | ----- |
| 1    | Reino Unido    | 2   | 0     | 0      | 2     |
| 2    | Francia        | 1   | 2     | 1      | 4     |
| 3    | Dinamarca      | 1   | 0     | 0      | 1     |
| 4    | Italia         | 0   | 1     | 2      | 3     |
| 5    | Países Bajos   | 0   | 1     | 0      | 1     |
| 6    | Estados Unidos | 0   | 0     | 1      | 1     |
|      | TOTAL          | 4   | 4     | 4      | 12    |